# Shotgun Rider
«Shotgun Rider» (с англ. — «Всадник с дробовиком») — песня американского кантри-певца и автора-исполнителя Тима Макгро, вышедшая 8 сентября 2014 года в качестве третьего сингла с его студийного альбома Sundown Heaven Town (2014), второго на лейбле Big Machine. Песня достигла позиции № 1 в американском хит-параде Billboard Country Songs. Авторами песни выступили Марв Грин, Хиллари Линдси и Трой Вёрджес.

## История
«Shotgun Rider» дебютировал на 51-м месте в Billboard Country Airplay 20 сентября 2014 года. Также дебютировал на 25-м месте в чарте Billboard Hot Country Songs 4 октября 2014 года. «Shotgun Rider» достиг позиции № 1 в американском хит-параде кантри-музыки Billboard Hot Country Songs и позиции № 38 в Billboard Hot 100. Сингл был сертифицирован в золотом статусе Recording Industry Association of America в январе 2015 года. Тираж достиг 665 000 копий в США к сентябрю 2015 года.
Песня получила положительные отзывы музыкальных критиков: Taste of Country, Billboard и radio.com.

## Музыкальное видео
Режиссёром музыкального видео выступил Беннетт Миллер, а премьера состоялась в октябре 2014 года.

## Чарты
| Чарт (2014-15)                      | Высшая позиция |
| ----------------------------------- | -------------- |
| Канада (Billboard Canadian Hot 100) | 54             |
| Канада (Billboard Country)          | 1              |
| США (Billboard Hot 100)             | 38             |
| США (Billboard Country Airplay)     | 1              |
| США (Billboard Hot Country Songs)   | 1              |

| Чарт (2014)                      | Позиция |
| -------------------------------- | ------- |
| US Country Airplay (Billboard)   | 77      |
| US Hot Country Songs (Billboard) | 72      |

| Чарт (2015)                      | Позиция |
| -------------------------------- | ------- |
| US Country Airplay (Billboard)   | 60      |
| US Hot Country Songs (Billboard) | 40      |

## Сертификации
| Регион | Сертификация | Продажи   |
| --- | ------------ | --------- |
| США (RIAA) | Платиновый   | 1 000 000 |
| * Данные о продажах приведены только на основе сертификации. ^ Данные о тиражах приведены только на основе сертификации. |              |           |